# E.ON
E.ON SE (FWB: EONG, NYSE: EON, LSE:EON) е най-голямата енергийна компания на ФРГ (по големина на приходите и активите). Седалището ѝ се намира в Дюселдорф (Северен Рейн Вестфалия).
През 2015 г. компанията заема 468-о място в рейтинга на най-големите публични компании в света, който се публикува от американското списание Forbes (а сред включените в списъка немски компании и банки е на 20-о място).

## История
Компанията е образувана през 2000 г. чрез поглъщане на най-големия немски нефто-газов концерн, VEBA AG от баварската промишлена група VIAG. Обединената компания получава названието 'E.ON AG'. През 2003 г. компанията излиза на газовия пазар чрез придобиването на немската газова компания Ruhrgas (днес E.ON Ruhrgas). На 15 ноември 2012 г. концернът E.ON AG е преобразуван в европейско акционерно общество 'E.ON SE' (SE = Societas Europaea – „Европейско дружество“).

## Собственици и ръководство
Акциите на E.ON влизат в пресмятането на индекса DAX. Около 90% от акциите се намират в свободно обращение.
Ръководител на компанията е Йоханес Тайсен.

## Дейност
Компания доставя електричество, газ и вода на повече от 21 млн. потребители. Дъщерната компания на E.ON – E.ON Ruhrgas, е най-големият в Германия дистрибутор на газ.
Броят на служителите през 2008 г. е 93,5 хил. души. Приходите на компанията през 2008 г. са 86,8 млрд. евро (през 2007 г. – 68,7 млрд. евро), чистата печалба – 1,6 млрд. евро (съотв. 7,7 млрд. евро).
E.ON съвместно с „Газпром“ участва в проекта за строителството на Северен поток.
През 2004 г. E.ON печели конкурса за приватизацията на електроразпределителните дружества в Г. Оряховица и Варна, обединени в пакет „Североизточна България“. През юни 2012 г. немската компания, след 8 години работа в България, продава бизнеса си на чешката „Енерго-Про“.